# Чаадаев, Иван Петрович
Чаадаев, Иван Петрович (1733 — 7.5.1786) — переводчик с французского, масон; правнук Ивана Ивановича Чаадаева и родной дядя философа П. Я. Чаадаева.

## Биография
В 1742 году записан в службу в Семёновский лейб-гвардии полк, в 1753 году произведён в прапорщики и, продолжая службу в том же полку, в 1761 году вышел в отставку с чином гвардии капитана. В 1768 году был депутатом от дворянства Муромского уезда в Комиссии о сочинении проекта Нового Уложения и в заседании её, 27 мая 1768 г., подал мнение, направленное против предложения Г. Коробьина об уменьшении помещичьей власти над крепостными крестьянами.
В 1773—1774 годах член Петербургского Английского собрания. 13.5.1774 года переведён в Камер-контору. 3.12.1775 году назначен 2-м председателем в верхнем земском суде Тверского наместничества.
В 1775 году был руководителем (мастером стула) петербургской ложи «Латона», в том же году был избран «наместным мастером» масонской ложи, учрежденной по системе Рейхеля. В 1776 году стал основателем «рейхелевской» ложи «Немезида» в Петербурге, которой руководил А. В. Храповицкий.
С 14.3.1776 судья совестного суда Тверского наместничества. 23.10.1777 г. уволен в отставку по состоянию здоровья.
Из его переводов издан отдельно: «Жорж Дандин, или В смятение приведенный муж», комедия Мольера (М., 1775, 8°; 2-е изд., М., 1788, 8°).
Похоронен в Новоспасском монастыре в Москве.